# Gabus (Ngrampal)
Gabus is een bestuurslaag in het regentschap Sragen van de provincie Midden-Java, Indonesië. Gabus telt 5370 inwoners (volkstelling 2010).